# Shorty Sherock
Clarence Francis "Shorty" Sherock (Minneapolis, 17 november 1915 - Northridge, 19 februari 1980) was een Amerikaanse jazztrompettist van de swing.

## Carrière
Shorty Sherock leerde als kind al kornet spelen en diende aan de militaire academie in Illinois. Zijn professionele carrière als muzikant begon in 1936 in de band van Ben Pollack, voordat hij in 1937 solist werd in het orkest van Jimmy Dorsey, waarbij hij tot 1937 was aangesloten. Aan het begin van de jaren 1940 speelde hij bij Bob Crosby, Tommy Dorsey, Horace Heidt, Alvino Rey, Raymond Scott en in Gene Krupa's orkest, samen met de saxofonist Sam Donahue. Sherock was ook solist bij het eerste, door Norman Granz georganiseerde Jazz at the Philharmonic-concert, dat in 1944 plaatsvond in Los Angeles, waarbij onder andere ook Illinois Jacquet, Jack McVea, J.J. Johnson, Nat King Cole en Les Paul optraden. Tijdens dit jaar werkte hij ook met Nappy Lamare, Barney Bigard en Nick Fatool bij de Capitol Jazzmen.
Vanaf 1945 had hij een eigen formatie. In januari 1946 nam Sherock onder zijn eigen naam de compositie Snafi van Leonard Feather op. In 1950 keerde hij terug naar Jimmy Dorsey en behoorde hij bij diens Dorseylanders. In 1955 nam hij voor Boogiewoogie on the 88 van Freddie Slack drie nummers op, die werden gearrangeerd door Benny Carter. Als lid van het orkest van Nelson Riddle werkte hij in 1960 mee aan het album This Time I'm Swingin'! van Dean Martin en bovendien aan veel opnamen van Ella Fitzgerald, waaronder haar albums Get Happy! (1959), Ella Swings Brightly with Nelson (1962), Ella Fitzgerald Sings the Jerome Kern Songbook (1963) en Ella Fitzgerald Sings the Johnny Mercer Songbook (1964). Daarnaast werkte hij met Benny Carter (Opening Blues, 1962). Met Nelson begeleidde hij in 1964 Frank Sinatra op diens albums Sinatra Sings Days of Wine and Roses, Moon River, and Other Academy Award Winners en werkte hij tijdens de jaren 1960 als studiomuzikant in Los Angeles voor tv- en radio-producties.

## Overlijden
Shorty Sherock overleed in februari 1980 op 64-jarige leeftijd.
- Bibliothèque nationale de France: cb13943959t (data)
- Gemeinsame Normdatei: 134872711
- International Standard Name Identifier: 0000 0000 5515 6492
- Library of Congress Control Number: no92030222
- MusicBrainz: 6abddd85-7e5e-4026-85bf-914456555951
- SNAC: w6pt28nw
- Système universitaire de documentation: 156723905
- Virtual International Authority File: 7579161
- WorldCat: E39PBJcKGRH8BYkvpkXcpGTmBP